# Mortadello e Polpetta

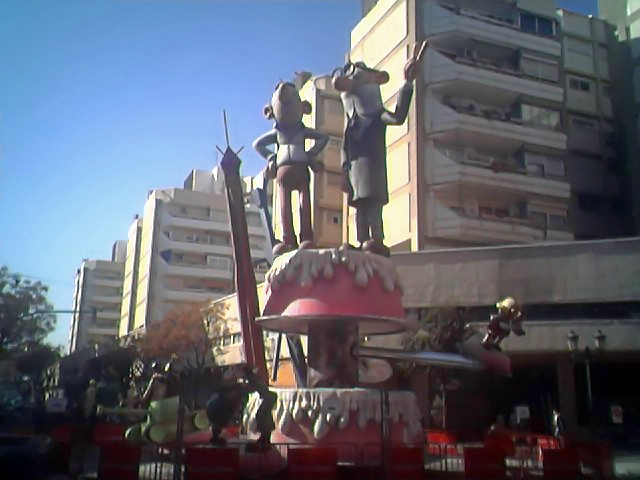
Ninot di Fallas con Mortadello e Polpetta

Mortadello e Polpetta (chiamati Mortadelo y Filemón in spagnolo, noti in italiano anche come Mortadella e Filemone) sono due personaggi dei fumetti umoristici spagnoli, creati da Francisco Ibáñez. Le loro storie, pubblicate a partire dal 1958, sono diventate la serie a fumetti più popolare spagnola e sono state trasposte in molti media.

## Caratteristiche dei personaggi principali
Polpetta - È un investigatore privato. All'apparenza un uomo serio, elegante con l'immancabile papillon è in realtà stupido e pasticcione. Alle sue dipendenze ha Mortadello, un uomo dall'aspetto molto particolare: alto, calvo, col naso lungo e un grosso paio di occhiali senza i quali non vede. Inoltre veste un redingote nero.
Mortadello - Ha un'eccezionale abilità nei travestimenti, tanto da riuscire in un istante a mascherarsi da qualsiasi cosa, animata o inanimata, piccola o grande, ma sempre con la sua inconfondibile faccia occhialuta che spunta fuori. Nonostante la sua abilità anche Mortadello è stupido e pasticcione e i due si trovano sempre in mezzo ai guai nelle loro missioni.

## L'evoluzione delle storie

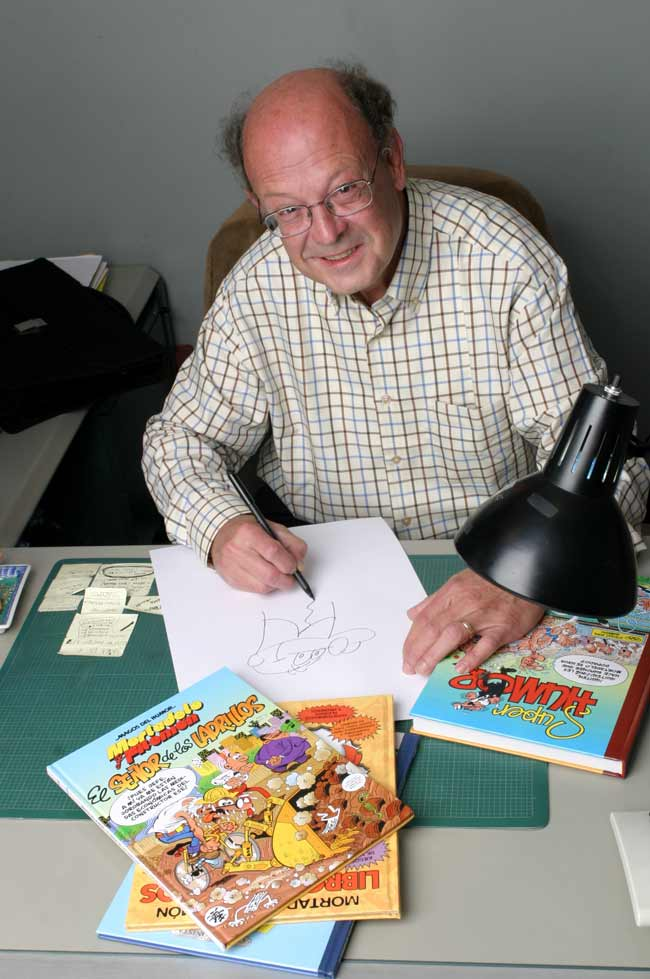
Francisco Ibáñez

Inizialmente la coppia era intesa come una parodia delle avventure di Sherlock Holmes e Watson. Mortadello in origine aveva anche un ombrello e un lungo cappello dove nascondeva i suoi travestimenti, mentre Polpetta aveva una giacca e una pipa sempre in bocca. Col tempo i personaggi si sono evoluti avendo un'identità propria.
Dopo il 1969 le storie iniziano a evolversi diversamente dagli standard del periodo: la comicità si basa sempre di più su parodie, giochi di parole, situazioni assurde. Le storie iniziano ad allungarsi e compaiono i primi personaggi comprimari. Con essi cambia anche la situazione lavorativa della coppia di investigatori: non più detective privati, ma agenti segreti della T.I.A. sotto le dipendenze del Superintendente Mister L. Altri personaggi degni di nota sono il professor Bacterio e la segretaria Ofelia. Dal 1979 le storie cominciano ad avere sempre più attinenze con l'attualità e con l'utilizzo di gag già utilizzate in passato.
Il grande successo della serie porta la casa editrice Bruguera ad appropriarsi sempre più dei personaggi che, talvolta, vengono affidati ad altri autori fino a che, dal 1986, riesce a strappare i diritti d'autore allo stesso Ibáñez. In questo periodo quindi quasi tutte le storie pubblicate di Mortadello e Polpetta sono di altri autori. Viene creato un nuovo personaggio: la segretaria Irma, la quale sparirà dalle storie quando Ibáñez si riappropierà dei diritti.
Dopo il 1990, come detto, Ibáñez riesce a riottenere i diritti per i suoi personaggi. Ripudia tutte le storie non autorizzate da lui (che non verranno più ripubblicate). Tuttavia alcune storie non realizzate direttamente da lui, ma con il suo consenso oppure scritte da suoi collaboratori continuano a venir pubblicate.
I riferimenti all'attualità sono ancora più forti, tanto da essere lo spunto per l'intera storia: la venuta dell'euro, un film di successo, un fatto politico, un evento sportivo, ecc...

## I personaggi

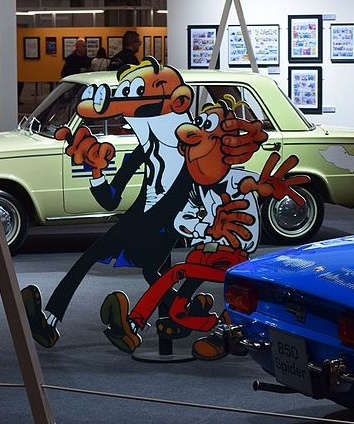
Mortadello e Polpetta nel 2016

- Mortadello (Mortadelo) - Alto, calvo, occhialoni e naso lungo veste sempre con un redingote nero, abilissimo nei travestimenti, ma stupido e pasticcione, è il protagonista della serie assieme al suo capo Polpetta.
- Polpetta (Filemón Pi) - Calvo, a parte due soli capelli in testa, di aspetto serio e anche un po' acido, vorrebbe fare l'agente alla "James Bond", ma alla fine non si differenzia molto da Mortadello per abilità. I due sono i peggiori agenti della T.I.A. ai quali vengono affidati le missioni più difficili "tanto se vengono sconfitti e muoiono, non si perde granché".
- Mister L (Vicente) - Il sovrintendente (superintendente in lingua spagnola) della T.I.A., è il responsabile degli agenti segreti e, quindi, anche di Mortadello e Polpetta. Pochi capelli e baffoni, viene chiamato semplicemente "il Super" dai suoi dipendenti. È lui a incaricare Mortadello e Polpetta delle nuove missioni o a torturarli quando non ottengono risultati.
- Batterio (Bacterio) - Il professore esperto di scienze. Calvo e con un folto barbone nero è lo scienziato pazzo dell'agenzia. Anzi, sarebbe più corretto dire "scienziato stupido", perché tutte le sue invenzioni o non funzionano, o hanno effetti diametralmente opposti. Spesso Mortadello e Polpetta sono costretti a far da cavia alle sue nuove scoperte.
- Ofelia - La segretaria del Super è una donna obesa non propriamente bella. Ha una fortissima attrazione per Mortadello, non ricambiata. Non disdegna neanche Polpetta, ma anche in questo caso le sue attenzioni non sono ricambiate. A volte partecipa a qualche loro missione.

## L'organizzazione
La T.I.A. fa chiaramente riferimento alla C.I.A., ma il nome è un doppiosenso con la parola spagnola "tía" che significa "zia". In questo modo, si fa un riferimento umoristico anche all'U.N.C.L.E., l'agenzia della celebre serie TV Organizzazione U.N.C.L.E., le cui lettere formano l'acronimo "uncle", che in inglese vuol dire "zio".
Le agenzie rivali hanno nomi analoghi: "A.B.U.E.L.A." (nonna), "S.O.B.R.I.N.A." (nipote), ecc.

## Nel mondo
In seguito al grande successo che le storie di Mortadello e Polpetta ebbero in Spagna, esse sono state tradotte in numerose lingue, in particolare in Germania, dove sono state pubblicate alcune storie scritte e disegnate da altri esclusivamente per il mercato tedesco.
- Mortadelo y Filemón in spagnolo
- Mort & Phil, in inglese.
- Paling & Ko, in olandese.
- Mortadelo e Salaminho in portoghese brasiliano.
- Mortadela e Salamão in portoghese.
- 特工二人组 in cinese
- Flink och Fummel in svedese.
- Flip & Flop in danese.
- Mortadel et Filémon o Futt et Fil in francese.
- モートとフィル in giapponese.
- Mortadello e Polpetta o Mortadella e Filemone in italiano.
- Αντιριξ και Συμφωνιξ (Antirix kai Symphonix) in greco.
- Älli ja Tälli in finlandese.
- Clever & Smart in norvegese, ceco e tedesco.
- Zriki Svargla & Sule Globus in serbo-croato.
- Mortadelc pa File in sloveno.
- Dörtgöz ve Dazlak in turco.

## Altri media
- Esistono due trasposizioni animate di Mortadello e Polpetta. La prima fu prodotta nel 1969 da Estudios Vara5 ed è composta da 16 episodi divisi in due puntate ciascuna delle quali di circa 6 minuti. La seconda serie, intitolata Mortadello e Polpetta: la coppia che scoppia, invece fu prodotta nel 1994 da BRB International e Antena 3 ed è composta da 26 episodi divisi in due puntate da 20 minuti l'una.
- Nel 2003 è stato realizzato un film con attori veri diretto da Javier Fesser intitolato Spia + spia - 2 superagenti armati fino ai denti (La gran aventura de Mortadelo y Filemón in spagnolo), dove questa volta i due protagonisti hanno preso il nome di Mortazzòlo e Rincobronco. Nel 2008 ne è stato girato il seguito: Mortadelo y Filemón - Misión: salvar la Tierra.
- Di Mortadello e Polpetta esistono diversi videogiochi per diverse piattaforme: Commodore 64, PC, Symbian e altri.
- Nel 2014 è stato realizzato un film animato, intitolato Mortadello e Polpetta contro Jimmy lo Sguercio, distribuito nelle sale italiane il 26 maggio 2016 dalla Sommo Independent Movie e dalla Twelve Entertainment.